# Karen Budge
Karen Annette Budge-Eaton, ameriška alpska smučarka, * 14. november 1949, Jackson, Wyoming, ZDA.
Nastopila je na Olimpijskih igrah 1972, kjer je zasedla štirinajsto mesto v smuku in 23. v veleslalomu. V svetovnem pokalu je tekmovala pet sezon med letoma 1968 in 1972 ter dosegla dve uvrstitvi na stopničke v veleslalomu. V skupnem seštevku svetovnega pokala je bila najvišje na trinajstem mestu leta 1969, dvakrat je bila deveta v veleslalomskem seštevku.
Njen mož Gordi Eaton je bil prav tako alpski smučar.